# Philip Hellquist
Pour les articles homonymes, voir Hellquist.
Philip Hellquist, né le 12 mai 1991 à Stockholm en Suède, est un footballeur suédois. Il évolue au poste d'attaquant avec le club du Kalmar FF.

## Biographie

### En club
Avec le club autrichien du Wolfsberger AC, il joue deux matchs en Ligue Europa, inscrivant un but.
Il dispute plus de 100 matchs dans le championnat de Suède.

### En équipe nationale
Philip Hellquist est régulièrement sélectionné dans les catégories nationales de jeunes, des moins de 16 ans jusqu'aux espoirs.
Avec les espoirs, il marque un but conte l'Autriche, puis un autre but contre la Norvège.